# J. Allen Hynek
 (juillet 2012).
Si vous disposez d'ouvrages ou d'articles de référence ou si vous connaissez des sites web de qualité traitant du thème abordé ici, merci de compléter l'article en donnant les références utiles à sa vérifiabilité et en les liant à la section « Notes et références ».
Pour les articles homonymes, voir Hynek.
Josef Allen Hynek (1910-1986) est un astronome, professeur et ufologue américain. Il est célèbre pour être le conseiller scientifique du projet Blue Book entre 1951 et 1969.

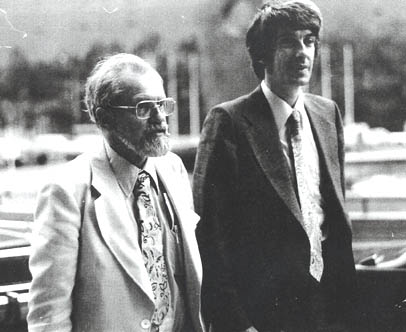
J. Allen Hynek (à gauche) et Jacques Vallée

## Vie et carrière
Hynek est né le 1er mai 1910 à Chicago, dans l’État de l'Illinois, aux États-Unis. Ses parents étaient originaires d'Autriche-Hongrie, de l'actuelle République tchèque. En 1931, il reçoit son Bachelor of Science, à l'Université de Chicago. En 1935, il reçoit son Ph.D en astrophysique à l'observatoire Yerkes. L'année suivante, il rejoint le Département de Physique et d'Astronomie de l'Université d'État de l'Ohio. Il devient spécialiste de l'évolution stellaire ainsi que des étoiles binaires.
Durant la Seconde Guerre mondiale, il intègre le Johns Hopkins Applied Science Laboratory, où il travaille sur les radars. Après la guerre, il revient à l'Université de l'Ohio, où il devient professeur en 1950. Il part ensuite travailler dans les premiers projets de satellites américains, en 1956. En 1960, il devient titulaire d'une chaire d'astronomie à l'Université Northwestern. En 1977, il est consultant technique de Steven Spielberg pour son film Rencontres du troisième type.

## Projets Sign, Grudge et Blue Book
En réponse aux très nombreuses observations d'ovnis à la fin des années 1940, l'US Air Force crée en 1948 le projet Sign, pour étudier ces cas, qui devient projet Grudge l'année suivante et enfin projet Blue Book en 1951. Dès le projet Sign, Hynek devient consultant scientifique de l'Air Force, chargé de démasquer les cas de confusion avec des objets astronomiques connus, comme des météores, par exemple.
Au début, Hynek était sceptique quant à l'existence réelle des ovnis. Il pensait que toutes ces apparitions pouvaient s'expliquer par des confusions avec des canulars et des phénomènes naturels ou avec des avions. En 1948, il déclara même que « ce sujet entier semble ridicule » et qu'il s'agit d'un phénomène de mode qui s'éteindrait bientôt.
Cependant, après avoir examiné des centaines de témoignages, dont beaucoup émanaient de témoins crédibles (astronomes, pilotes de chasses, policiers, officiers militaires, etc.), sa croyance s'effrita et il commença à douter et à réviser son opinion. Il déclara : « En tant que scientifique, je dois être conscient du passé ; trop souvent, des sujets d'une grande importance scientifique ont été négligés car le nouveau phénomène sortait de la norme scientifique du temps ».
Dans une interview donnée en 1985, quand on lui demanda ce qui lui avait fait changer d'opinion, il répondit :

« Deux choses, en fait. La première était l'attitude complètement fermée de l'Air Force. Ils ne donnaient pas aux ovnis une chance d'exister, même s’ils volaient au-dessus d'une rue en plein jour. Tout doit avoir une explication. Je commençais à m'énerver, même si, à l'origine, je ressentais la même chose qu'eux, je savais maintenant qu'ils n'étaient pas sur la bonne voie. Vous ne pouvez supposer qu'une chose n'existe pas si vous n'avez pas de preuve. Deuxièmement, la qualité des témoins a commencé à me troubler. Quelques cas ont, par exemple, été rapportés par des pilotes militaires, et je savais qu'ils avaient été bien entraînés, c'est donc là que pour la première fois, j'ai pensé que peut-être, il y avait quelque chose derrière tout cela. »

L'opinion de Hynek changea également après qu'il interrogea ses collègues astronomes (dont Clyde Tombaugh, le découvreur de Pluton). Sur 44 astronomes, cinq — c'est-à-dire un peu plus de 11 % — avaient déjà vu des phénomènes aériens qu'ils n'avaient pu expliquer avec la science conventionnelle. La plupart n'avait rien signalé par crainte du ridicule et de répercussions sur leur carrière. Hynek a également noté que cette proportion de 11 % de phénomènes non-identifiés était plus importante que dans les études portant sur les observations faites par la population générale. C'est donc que, contrairement à la croyance entretenue par les sceptiques, les astronomes ne voient non pas moins, mais plus d'ovnis inexplicables. De plus, les astronomes sont normalement plus informés que le grand public sur l'observation céleste, donc leurs observations en sont d'autant plus crédibles. Hynek était, par ailleurs, scandalisé par l'attitude arrogante et prétentieuse de certains scientifiques sceptiques à l'égard des ovnis et des témoins.
Edward J. Ruppelt, le premier chef de Blue Book, déclara à propos de Hynek[réf. nécessaire] : « Le Dr. Hynek fut l'un des scientifiques les plus impressionnants que j'aie rencontré en travaillant sur le projet ovni, et j'en ai rencontré un bon nombre. Il évita de faire deux choses que certains d'entre eux faisaient : vous donner la réponse avant de connaître la question ; ou immédiatement commencer à exposer ses réalisations dans le domaine de la science. »
Selon Hynek, Ruppelt fut un chef qui orienta le projet Blue Book dans la bonne direction, mais il ne dirigea Blue Book que deux années, de 1951 à 1953. Après le départ de Ruppelt, Hynek nota que la qualité de Blue Book diminua.
En 1969, il fut congédié à la fin du projet Blue Book et se consacra désormais à l'étude des ovnis via des associations. Il fut également dès les années 1960 le mentor et ami de l'ufologue français Jacques Vallée. Ils étudièrent le phénomènes ovni ensemble et coécrirent plusieurs livres dans les années 1960 et 1970. En outre, ce fut lui qui sensibilisa en 1969 un autre scientifique français au phénomène ovni : Claude Poher, futur fondateur et directeur du GEPAN.
Par ailleurs, Il inventa une méthode de classification des cas d'ovnis, la classification de Hynek.

## Associations ufologiques
Hynek a été le fondateur dans les années 1960 du Collège Invisible, un réseau informel de scientifiques intéressés par une étude rigoureuse du phénomène ovni, duquel faisaient partie entre autres Jacques Vallée, Claude Poher ou Yves Rocard.
En 1973, à partir du Collège Invisible, il créa le Center for UFO Studies (CUFOS).

## Avis sur la nature des ovnis
En 1973, Hynek exprima ses doutes quant à la possibilité que les ovnis soient des engins venus d'un autre monde (hypothèse extraterrestre). En 1976, il déclara : « Il y a trop de choses contre. Il semble ridicule qu'une intelligence quelconque vienne de distances si grandes pour faire des choses rapportées aussi stupides que d'arrêter des voitures et faire peur aux gens. Et il y a bien, bien trop de signalements. ».
Il penchait plutôt pour une hypothèse immatérielle quant à la nature des ovnis inexplicables, comme Jacques Vallée. En 1978, il plaida à l'ONU pour une meilleure étude du phénomène ovni.
Hynek meurt le 27 avril 1986, d'une tumeur au cerveau, au Memorial Hospital de Scottsdale, en Arizona.

## Dans la culture populaire
- Série tv Projet Blue Book de Robert Zemeckis, David O'Leary, rôle joué par Aidan Gillen.

## Publications
- (en) Unusual Aerial Phenomena in Journal of the Optical Society of America, vol. 43, no 4, avril 1953, pp. 311-311.
- (en) The UFO experience : a scientific enquiry, Chicago, H. Regnery, 1972  (ISBN 978-0345273611) (fr) Les objets volants non identifiés mythe ou réalité?, éditions J'ai lu, collection L'Aventure mystérieuse no A327, 1979  (ISBN 2-277-51327-X)
- (en) The Edge of reality : a progress report on Unidentified Flying Objects, coécrit avec Jacques Vallée, Chicago, Regnery, 1975  (ISBN 978-0809282098) (fr)Aux limites de la réalité, Albin Michel, 1978  (ISBN 978-2226006974)
- (en) The Hynek UFO report, Dell Pub Co, 1977  (ISBN 978-0440192015) (fr) Nouveau rapport sur les O.V.N.I, éditions J'ai lu, collection L'Aventure mystérieuse no A384, 1981
- (en) Night siege - The Hudson Valley UFO sightings, coécrit avec Philip Imbrogno et Bob Pratt, 1987  (ISBN 978-0345342133) (fr) OVNIs sur l'Hudson River, éditions Trajectoire, 2011  (ISBN 978-2841975600)